# Mount Cook Aerodrome
Port lotniczy Góra Cooka (ang. Mount Cook Aerodrome) – lotnisko niedaleko Mount Cook Village w Nowej Zelandii. Zostało oddane do użytku w 1950. 30 czerwca 2000 spłonął jeden z terminali lotniska. 3 września 2002 port został sprzedany firmie Tourism Milford Limited. W tym samym roku zaprzestano używania lotniska do obsługiwania regularnych lotów komercyjnych. W listopadzie 2011 Air New Zealand ogłosiła plany wprowadzenia połączeń portu z lotniskami w Christchurch i Queenstown na czas od 23 grudnia 2012 do 27 stycznia 2013. W grudniu 2012 potwierdzono realizację planów. W październiku 2013 Air New Zealand powiadomiła o zaprzestaniu korzystania z portu Góra Cooka z powodu niewielkiego zainteresowania klientów.